# Pseudoanthidium rotundiventre
Pseudoanthidium rotundiventre is een vliesvleugelig insect uit de familie Megachilidae. De wetenschappelijke naam van de soort is voor het eerst geldig gepubliceerd in 1987 door Pasteels.